# Alecko Eskandarian
Alecko Eskandarian (ur. 9 lipca 1982 w Montvale) – amerykański piłkarz pochodzenia irańskiego występujący na pozycji napastnika. Syn Andranika Eskandariana, także piłkarza, reprezentanta Iranu.

## Kariera klubowa
Eskandarian karierę rozpoczynał w 2000 roku w drużynie Virginia Cavaliers z uczelni University of Virginia. W 2003 roku poprzez MLS SuperDraft trafił do zespołu DC United z MLS. Zadebiutował tam 19 kwietnia 2003 roku w zremisowanym 0:0 pojedynku z Chicago Fire. 14 czerwca 2003 roku w wygranym 3:0 spotkaniu z Columbus Crew strzelił dwa gole, które były jego pierwszymi w MLS. W 2004 roku zdobył z klubem MLS Cup. Został także wybrany jego MVP.
W 2007 roku Eskandarian odszedł do klubu Toronto FC, również grającego w MLS. Jednak jeszcze w tym samym roku przeniósł się do Realu Salt Lake. Grał tam do końca sezonu 2007, a potem odszedł do CD Chivas USA (MLS). Pierwszy ligowy mecz zaliczył tam 6 kwietnia 2008 roku przeciwko Realowi Salt Lake (3:1). W Chivas występował przez 1,5 sezonu.
W trakcie sezonu 2009 przeszedł do Los Angeles Galaxy. Rozegrał tam 3 spotkania i zdobył 2 bramki, a po sezonie 2009 zakończył karierę.

## Kariera reprezentacyjna
W reprezentacji Stanów Zjednoczonych Eskandarian rozegrał jedno spotkanie. Był to wygrany 2:0 towarzyski mecz z Walią, rozegrany 27 maja 2003 roku